# Шеф д’Отель, Робер
Робе́р Клод Анри́ Шеф д’Оте́ль (фр. Robert Claude Henri Chef d'Hôtel, 2 февраля 1922, Нумеа, Новая Каледония, Франция — 19 октября 2019, Сен-Жан-ан-Руаян, Франция) — французский легкоатлет, выступавший в беге на средние дистанции. Серебряный призёр летних Олимпийских игр 1948 года, чемпион Европы 1946 года.

## Биография
Робер Шеф д’Отель родился 2 февраля 1922 года в городе Нумеа в Новой Каледонии.
Начал заниматься лёгкой атлетикой во время Второй мировой войны в клубе «Гарган», затем перешёл в «Стад Франсез», откуда впервые был приглашён в сборную Франции, в которой выступал до 1949 года.
В 1946 году завоевал золотую медаль на чемпионате Европы в Осло. В эстафете 4х400 метров сборная Франции, за которую также выступали Ив Кро, Бернар Сантона и Жак Люни, победила с результатом 3 минуты 14,4 секунды, опередив на одну десятую квартет из Великобритании.
В 1948 году вошёл в состав сборной Франции на летних Олимпийских играх в Лондоне. В эстафете 4х400 метров завоевал серебряную медаль. Французский квартет, за который также выступали Жан Керебель, Франсис Шеветта и Жак Люни, показал результат 3.14,8, уступив выигравшей золото сборной США 4,4 секунды. В беге на 800 метров занял 2-е место в четвертьфинальном забеге (1.56,2), 2-е место в полуфинальном забеге (1.52,0), 7-е место в финале (1.54,19).
В 1948 году перешёл в клуб «Ла Вульт». Завершил карьеру в 1952 году, выступая за «Лион».
Умер 19 октября 2019 года во французской коммуне Сен-Жан-ан-Руаян.

## Личные рекорды
- Бег на 400 метров — 48,7 (1947)[2]
- Бег на 800 метров — 1.51,0 (1947)[2]